# Ерик Ериксон
Ерик Ериксон (дан. Erik Homburger Erikson; Франкфурт, 15. јун 1902 — Харвич, 12. мај 1994) био је америчко-дански психоаналитичар јеврејског порекла. Током свог вишедеценијског рада бавио се дечјом психоанализом, односом друштва и личности и анализом историјских личности. Познат је по теорији психосоцијалног развоја човека и увођењу термина криза идентитета.

## Биографија
Ерик Ериксон је рођен у Франкфурту у Немачкој. Ериксонов прави отац, пореклом Данац, напустио је његову мајку Карлу пре његовог рођења. Мајка Карла, пореклом Јеврејка, самостално га је подизала прве три године. Затим се удала за др Теодора Хомбергера и преселила у Карлсруе у јужној Немачкој. Његова мајка и очух су дуго година чували детаље његовог рођења у тајности. У основној школи су га исмевали због нордијског изгледа, а у гимназији због јеврејског порекла. Његови биографи сматрају да је управо то разлог његове заинтересованости за кризу идентитета.
Након завршетка гимназије, наставио је школовање у Бечу код Ане Фројд. По завршетку психоаналитичке обуке добио је сертификат Бечког психоаналитичког друштва. У то време упознао је Џоан Серсон са којом је имао троје деце.
Након доласка нациста на власт, напустио је Беч и отишао у Копенхаген, а затим у Бостон. У САД, где му је понуђено место на Харвардском медицинском факултету, започео је приватну психоаналитичку праксу.
Касније је предавао на Јејлу и Универзитету Калифорније. Након што је добио америчко држављанство, званично је променио име у Ерик Ериксон. У својим књигама је писао о утицају културе на личност и анализирао историјске личности, међу којима Максима Горког, Адолфа Хитлера и др. За књигу Гандијева истина добио је Пулицерову награду.
Године 1950. напустио је Калифорнијски универзитет. Наредних двадесет година провео је на клиници у Масачусетсу и на Харварду. Након повлачења посветио се писању. Умро је у сну у 92. години живота.

## Теорија
Ерик Ериксон је его-психолог фројдовске оријентације. То значи да прихвата основне Фројдове идеје, али такође прихвата и идеје о егу које су додали присталице Сигмунда Фројда. Он је више писао и говорио о друштвеном и културном утицају на човека, а мање о биолошком утицају.

### Епигенетски принцип развоја
Ерик Ериксон је најпознатији по својој разради Фројдове теорије стадијума развоја. Према Ериксону, развој човека се одвија по епигенетском принципу. Према том принципу, личност се развија кроз осам стадијума. Напредовање развоја кроз стадијуме зависи од успеха у претходним стадијумима.
Сваки стадијум садржи одређене развојне задатке које треба испунити пре његовог окончања. Прелаз из једног у други стадијум праћен је психосоцијалним кризама, које се састоје из два дела. Нпр, инфантилну психосоцијалну кризу чини „поверење-неповерење“. Ериксон каже да мора да се успостави равнотежа између два дела (у наведеном случају између поверења и неповерења).
Трајање стадијума има оптимално време, тј. до прелаза из једног у други стадијум не долази нагло. Такође није могуће успорити темпо нити заштитити децу од захтева које поставља живот. За сваки задатак постоји одређено време.
Уколико успешно прођемо одређени стадијум, ми са собом носимо психосоцијалну врлину или снагу која нам помаже у проласку кроз друге стадијуме. Са друге стране, уколико неуспешно прођемо кроз одређени стадијум, можемо развити маладаптације и малигнитете који могу угрозити будући развој. Малигнитет је најнеповољнији јер укључује превише негативног и премало позитивног (нпр. превише неповерења). Малигнација није толико неповољна. Она укључује превише позитивног, а премало негативног (нпр. превише поверења).

### Стадијуми психосоцијалног развоја
Ериксон је проширио број стадијума са пет, колико је описао Фројд, на осам. Он је Фројдов генитални стадијум ставио у период адолесценције и додао још три стадијума одраслог доба, јер се, према Ериксону, развој личности наставља и након адолесценције.
Ериксон је доста писао и говорио о односу генерација или узајамности (његов термин). Фројд је говорио да родитељи драматично утичу на децу, а према Ериксону, и деца утичу на своје родитеље. Погодан пример за ту тезу је мајка која је још увек у адолесценцији.

#### Први стадијум (поверење --- неповерење)
- Назив стадијума: орално-моторни
- Трајање стадијума: од рођења до 1. године
- Психосоцијална криза: поверење --- неповерење
- Главно питање: Да ли је друштво поуздано или није?
- Развојни задатак: друштвено везивање; развитак сензорних, перцептивних и моторних функција
- Психосоцијалне врлине: нада, вера
- Маладаптације и малигнитети: сензорна поремећеност (превише поверења) --- повученост (превише неповерења)
- Значајне везе: са мајком

#### Други стадијум (аутономија --- стид и сумња)
- Назив стадијума: анално-мускуларни
- Трајање стадијума: од 1. до 3. године
- Психосоцијална криза: аутономија --- стид и сумња
- Главно питање: Да ли ми треба помоћ других или не?
- Развојни задатак: кретање; развој маште; развој говора; самоконтрола

- Психосоцијалне врлине: снага воље, одлучност

- Маладаптације и малигнитети: импулсивност (превише аутономије) --- компулсивност (превише стида и сумње)
- Значајне везе: са оба родитеља

#### Трећи стадијум (иницијатива --- кривица)
- Назив стадијума: генитално-локомоторни
- Трајање стадијума: од 3. до 6. године
- Психосоцијална криза: иницијатива --- кривица
- Главно питање: Колико сам моралан?
- Развојни задатак: разрешење Едиповог комплекса; рани развој моралности; развој самопоштовања
- Психосоцијалне врлине: усмереност ка извршењу циљева, храброст
- Маладаптације и малигнитети: безобзирност (превише иницијативе) --- инхибираност (превише кривице)
- Значајне везе: са ужом породицом

#### Четврти стадијум (марљивост --- инфериорност)
- Назив стадијума: латенција
- Трајање стадијума: од 6. до 12. године
- Психосоцијална криза: марљивост --- инфериорност
- Главно питање: Да ли сам добар у оном што радим?
- Развојни задатак: приајтељство; учење вештина; тимска игра; самопроцењивање
- Психосоцијалне врлине: компетентност
- Маладаптације и малигнитети: једнострана виртуозност (превише марљивости) --- инертност (превише инфериорности)
- Значајне везе: са суседством и школом

#### Пети стадијум (идентитет --- конфузија идентитета)
- Назив стадијума: адолесценција
- Трајање стадијума: од 12. до 18. године
- Психосоцијална криза: идентитет --- конфузија идентитета
- Главно питање: Шта је мој циљ у животу?
- Развојни задатак: телесно сазревање; емоционални развој; припадност вршњачким групам; полни односи
- Психосоцијалне врлине: верност, лојалност
- Маладаптације и малигнитети: фанатизам --- неприхватање (превелика конфузија идентитета)
- Значајне везе: са вршњацима

#### Шести стадијум (блискост --- изолација)
- Назив стадијума: младо одрасло доба
- Трајање стадијума: од 18. до 40. године
- Психосоцијална криза: блискост --- изолација
- Развојни задатак: стабилне везе; рађање деце; рад
- Психосоцијалне врлине: љубав
- Маладаптације и малигнитети: промискуитетност (превише блискости) --- окретање себи (превише изолације)
- Значајне везе: са брачним другом и пријатељима

#### Седми стадијум (плодотворност --- стагнација)
- Назив стадијума: средње одрасло доба
- Трајање стадијума: од 40. до 65. године
- Психосоцијална криза: плодотворност --- стагнација
- Главно питање: Да ли ћу икад урадити нешто корисно?
- Развојни задатак: неговање емотивне везе или брака; управљање каријером и домаћинством; родитељство
- Психосоцијалне врлине: брига
- Маладаптације и малигнитети: хиперекстензија (превише плодотворности) --- одбацивање
- Значајне везе: са укућанима и сарадницима

#### Осми стадијум (интегритет --- безнадежност)
- Назив стадијума: зрело доба
- Трајање стадијума: од 65. године до смрти
- Психосоцијална криза: интегритет --- безнадежност
- Развојни задатак: унапређење интелектуалне снаге; усмеравање енергије на нове ствари и радње; промена угла гледања на смрт
- Психосоцијалне врлине: мудрост, разборитост
- Маладаптације и малигнитети: сујета (превише мудрости) --- дубоки очај (превише безнадежности)
- Значајне везе: са човечанством (енг. mankind) или „својом врстом“ (енг. "my kind")

## Најзначајнија дела
- Дете и друштво (Childhood and Society) 1950, 1963.
- Млади човек Лутер (Young Man Luther) 1958.
- Увид и одговорност (Insight and Responsibility) 1964.
- Омладина, криза, идентификација (Identity: Youth and Crisis) 1968.
- Гандијева истина (Gandhi's Truth) 1969.
- Димензије новог идентитета (Dimensions of a New Identity) 1974.
- Животна историја и историјски тренутак (Life History and the Historical Moment) 1975.
- Идентитет и животни циклус (Identity and the Life Cycle) 1959, 1980.
- Завршени животни цилкус (The Life Cycle Completed) 1982.